# Parque nacional Montañas Paluma

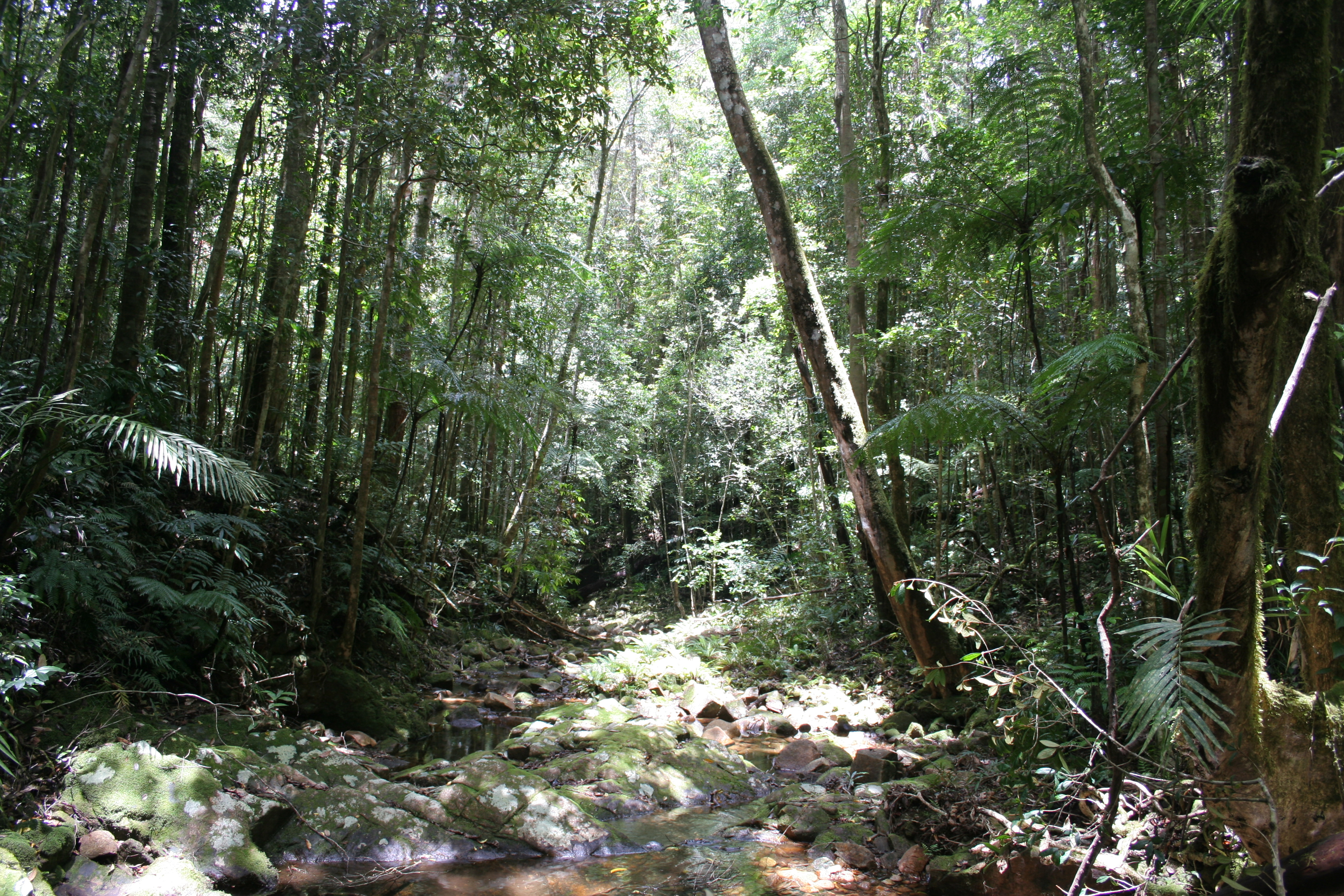
Parque nacional Montañas Paluma, Australia.

El Parque Nacional Montañas Paluma es un parque nacional en Queensland (Australia), ubicado a 1188 km al noroeste de Brisbane, en la ciudad de Thuringowa.
En el parque se encuentran las cataratas de Jourama, cerca de la autopista Bruce, entre Ingham y Townsville, en la sección norte del parque.

## Datos
- Área: 107,00 km²;
- Coordenadas: 18°52′18″S 146°07′30″E / -18.87167, 146.12500
- Fecha de Creación: 1994
- Administración: Servicio para la Vida Salvaje de Queensland
- Categoría IUCN: II

Véase también:
- Zonas protegidas de Queensland

- Datos: Q1639811
- Multimedia: Paluma Range National Park / Q1639811